# Papyrus Chester Beatty IV

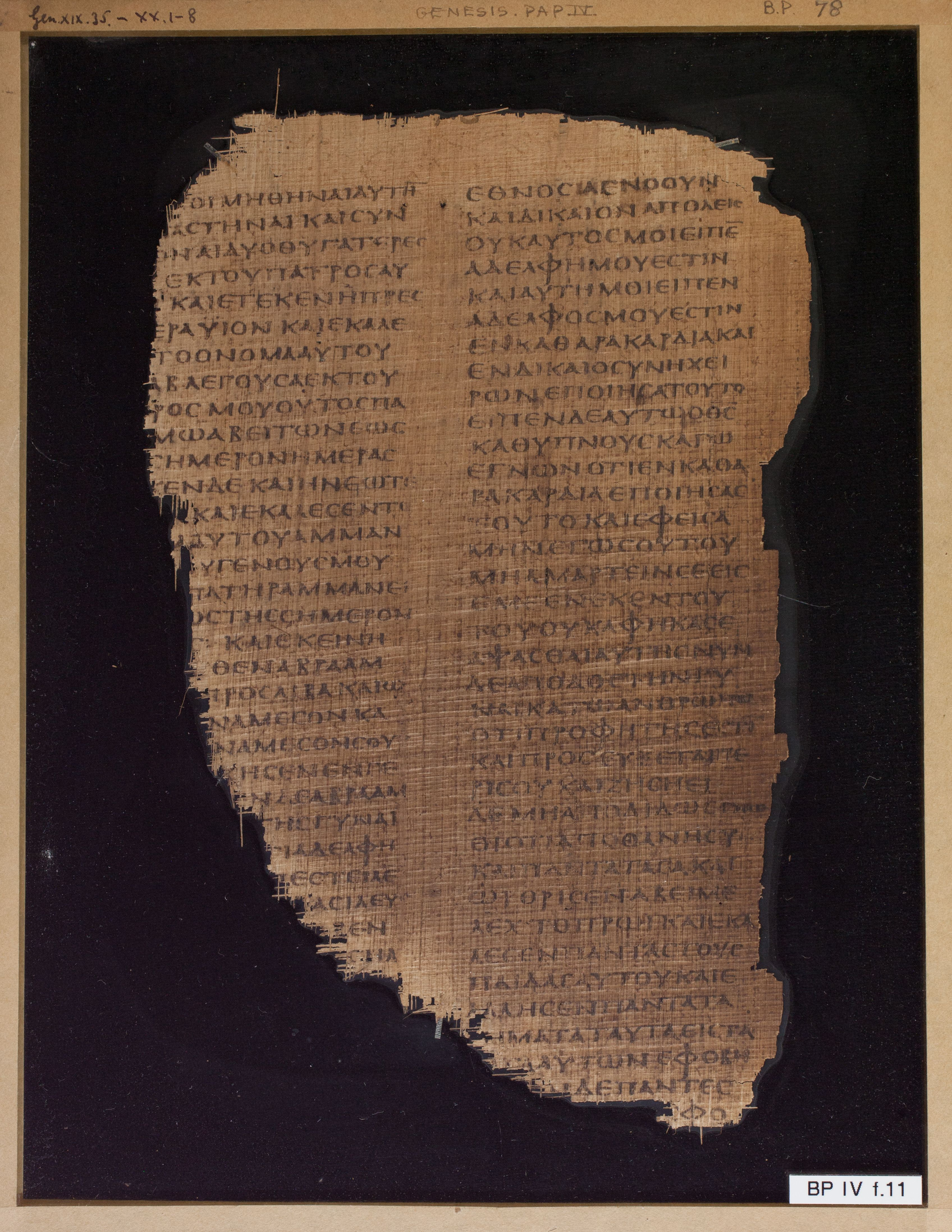
Folio 11, 1. Buch Mose 19.35-20.8; 20.9-21.2

Der Papyrus Chester Beatty IV (Nr. 961 nach Rahlfs) ist das Fragment einer Papyrushandschrift aus dem 4. Jahrhundert und gehört zu den biblischen Chester-Beatty-Papyri. Er enthält Teile aus dem 1. Buch Mose 9,1–44,22 in griechischer Sprache. Es sind 50 beschädigte Blätter erhalten, die zweispaltig in großen dicken Unzialen beschrieben sind. Der Text ist das älteste Zeugnis der ägyptischen Fassung dieser Passagen des Septuaginta-Textes, da diese im Codex Vaticanus und dem Codex Sinaiticus nicht enthalten sind.
Die Fragmente wurden vor November 1931 von dem amerikanischen Sammler Alfred Chester Beatty in Ägypten erworben. Sie befinden sich heute in der Chester Beatty Library in Dublin.

## Textausgabe
- Frederic G. Kenyon: The Chester Beatty Biblical Papyri. Descriptions and Texts of Twelve Manuscripts on Papyrus of the Greek Bible. Emery Walker Ltd., London 1933–1937 (Fasciculus I: General Introduction).